# Jatxou
Jatxou (Baskisch: Jatsu) is een gemeente in het Franse departement Pyrénées-Atlantiques (regio Nouvelle-Aquitaine). De plaats maakt deel uit van het arrondissement Bayonne. Jatxou telde op 1 januari 2022 1.258 inwoners.

## Geografie
De oppervlakte van Jatxou bedroeg op 1 januari 2022 13,95 vierkante kilometer; de bevolkingsdichtheid was toen 90,2 inwoners per km².

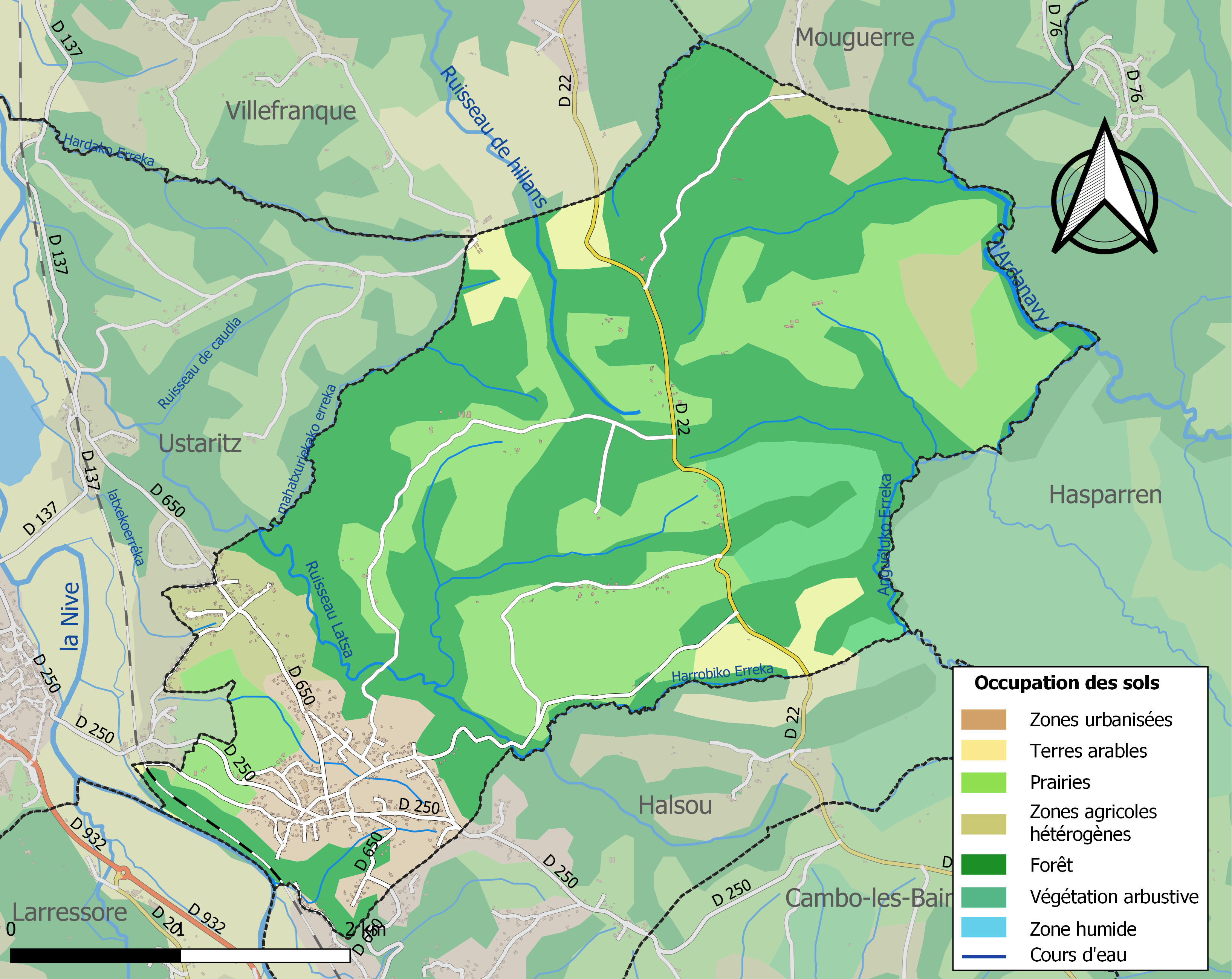
Kaart van de gemeente met belangrijkste infrastructuur, bodemgebruik en omliggende gemeenten

## Verkeer en vervoer
Het spoorwegstation Jatxou ligt net over de grens met de gemeente Ustaritz.

## Demografie
Onderstaande figuur toont het verloop van het inwonertal (bron: INSEE-tellingen).